# Olúmìdé Pópóọlá
Olúmìdé Pópóọlá (prononciation : /olumide popola/), née en 1975 en Allemagne, est une autrice, artiste performeuse et professeure d'écriture créative nigériano-allemande. Elle vit actuellement à Londres, en Angleterre. Son œuvre, écrite en anglais, se compose d'une nouvelle, d'une pièce de théâtre et d'un roman, mais inclut également des essais critiques souvent basés sur ses propres recherches, ainsi que des ouvrages de non-fiction créative, des textes hybrides et des poèmes. Son premier roman When We Speak of Nothing (Quand on parle de rien) est paru en juillet 2017 aux éditions Cassava Republic Press.

## Biographie
Olúmìdé Pópóọlá est née en Allemagne en 1975, d'une mère allemande et d'un père nigérian. Sa famille s'installe au Nigeria alors qu'elle est âgée d'un an, et y passe cinq ans avant de revenir en Allemagne.
Très tôt, Pópóola se découvre un goût prononcé pour la lecture et une grande imagination. Dans une interview donnée au Guardian en septembre 2017, elle relie son désir de devenir écrivaine à ce trait de caractère, en avouant qu'elle « ... était une enfant avec une imagination débordante et riche... quand [elle] a réalisé que l'on pouvait construire des histoires, les assembler [soi]-même, [elle] savait que c'était ce [qu'elle] voulait faire aussi ».
Olúmìdé Pópóọlá se rend à Londres pour y faire des études en écriture créative, qui débouchent sur l'obtention d'un doctorat et d'une maîtrise dans cette discipline. Elle devient également titulaire d'un BSc en médecine ayurvédique. Depuis la fin de ses études, Olúmìdé Pópóọlá vit toujours à Londres, où réside une part importante de la diaspora nigériane.
Depuis 1988, elle publie dans des journaux, revues et anthologies soit allemandes, britanniques, américaines, nigérianes, slovènes, sud-africaines ou encore sri-lankaises. Ses publications incluent des essais, des textes de poésie et de prose. Pópóọlá dit puiser son inspiration dans son entourage, en s'intéressant aux « petites histoires cachées », à « ce qui se passe dans ces petites rues et n'attire pas l'attention du grand public ». Elle utilise ensuite ces histoires pour mettre en lumière les groupes sous-représentés.
En 2010, Pópóọlá publie son premier texte aux éditions Unrast Verlag, une nouvelle intitulée this is not about sadness (« ce n'est pas une question de tristesse »). Trois ans plus tard paraît chez Edition Assemblage une courte pièce de théâtre, Also by Mail ( « Par courrier Aussi »), puis en 2014 neuf de ses poèmes font partie de l'anthologie Arriving in the Future: Stories of Home and Exile, qui réunit des textes d'auteurs noirs vivant en Allemagne. En 2016, elle coécrit avec Annie Holmes Breach (« Violation »), un court recueil de nouvelles élaboré à partir d'interviews de réfugiés à Calais réalisées en octobre et novembre 2015, et paru chez Peirene Press. En 2019, Pópóọlá apparaît dans l'anthologie de Margaret Butsby, New Daughters of Africa.

## Une artiste deSpoken word
Avant même d'écrire en prose, Olúmìdé Pópóọlá se produit comme artiste de Spoken word, et ce dès l'âge de 19 ans, lorsqu'elle réalise ses premières performances. Elle fréquente également une école de théâtre pendant un an, et l'oralisation exerce ensuite une influence importante sur son écriture :    
« Mon premier livre était une nouvelle, et en l'écrivant j'étais toujours très proche de mon expérience d'artiste performeuse. Il y a deux personnages principaux, l'un est un vieux retraité jamaïcain, l'autre un jeune activiste sud-africain. Pour le retraité, j'ai fait beaucoup de travail corporel. J'ai essayé de comprendre ce que cela faisait d'être plus âgé et d'avoir des problèmes de santé... »
L'autrice espère également séduire ses lecteurs par « la mélodie » de sa prose.
Aujourd'hui, le Spoken word  représente une plus faible part de son travail, mais on en retrouve des traces dans sa participation à de nombreuses lectures de ses textes ainsi qu'à travers ses collaborations avec des musiciens et d'autres artistes. En 2013, Pópóọlá a ainsi prêté sa voix à la chanson « Still » du bassiste et compositeur berlinois Edward Maclean, dans son album Adoqué.

## Carrière et réception universitaire
Depuis la fin de ses études, Olúmìdé Pópóọlá s'est vue proposer de nombreuses bourses d'études et séjours universitaires, entre autres de la part du Conseil des arts de Grande-Bretagne et de l'Université de Londres-Est (UEL). Elle a elle-même enseigné l'écriture créative, notamment au Goldsmith College de Londres. En 2019-2020, Pópóọlá occupe un poste d'écrivaine en résidence à l'Université de Greenwich.
Selon elle, la véritable approche de la vie ne peut être qu'intersectionnelle. En effet, ses productions littéraires transcendent à la fois les frontières de genre, mais elles se situent également au croisement de la théorie et de l'art, et mobilisent des langues vernaculaires et hybrides, présentées comme des instruments de l'évolution sociale et culturelle.
Dès la fin des années 1990, certains chercheurs commencent à s'intéresser à son œuvre. Cathy S. Gelbin, Kader Konuk et Peggy Piesche la mentionnent notamment en 1999 dans leurs travaux sur les productions littéraires de femmes migrantes, noires et juives en Allemagne.

## Militantisme
Dans ses livres mais aussi sur la scène littéraire, Olúmìdé Pópóọlá se prononce en faveur de la défense des droits des personnes LGBTQ + et contre les discriminations raciales.
En 2018, elle est chargée par le Conseil des arts de Grande-Bretagne d'un projet intitulé Futures in the Making. Il s'agit d'un programme de tutorat proposant des ateliers d'écriture pour les jeunes LGBTQ + et visant à faire émerger les auteurs LGBTQ + sur la scène littéraire britannique.
La même année, Pópóọlá a organisé le premier Festival du livre africain de Berlin (Writing in Migration. African Book Festival Berlin), axé sur les thèmes du transnationalisme et de la migration.
Malgré son engagement affirmé, l'autrice ne se considère pas comme une activiste, mais plutôt comme « une écrivaine qui s'engage en faveur du changement social en réfléchissant sur notre culture et notre société, et en la remettant en question : Je suis engagée dans une forme d'activisme, mais je ne suis pas une activiste.»

## Vie privée
Pópóọlá, qui se présente comme une  « féministe, écrivaine et mère », est la mère d'une petite fille de 4 ans, née en 2016. Celle-ci l'accompagne lors de la plupart de ses voyages. Dans une interview à la chaîne allemande Deutsche Welle le 18 septembre 2017, Pópóọlá se demande dans quelle mesure cette naissance, qui, dit-elle, a déjà complètement changé sa vie, exercera une influence sur l'écriture de ses prochains textes.

## Œuvre

### this is not about sadness (ce n'est pas une question de tristesse)
Cette nouvelle, le premier ouvrage publié par Pópóọlá, raconte l'histoire de Norma Thompson, une vieille retraitée jamaïcaine, qui occupe son temps en observant l'agitation du dehors depuis la fenêtre de son appartement dans le Nord de Londres, et voit un jour emménager dans l'appartement voisin une jeune activiste sud-africaine nommée Tebo. C'est le début d'une amitié compliquée entre deux femmes aux personnalités conflictuelles et aux opinions politiques très différentes, qui va durer jusqu'à ce que les deux femmes brisent le silence en reconnaissant leurs traumatismes respectifs, et parviennent ainsi à la possibilité d'une guérison et d'une réunion au-delà de ce qui les oppose.
L'autrice explore l'amitié insolite entre ces deux personnages à travers l'usage de deux dialectes propres à chacune d'elles, qui leur permettent de désigner chacune à leur manière des lieux, des souvenirs, et même le silence.
Natsayi Sithole, cofondatrice du réseau d'employés Bame, considère la nouvelle de Pópóọlá comme « unique par sa capacité de faire découvrir au lecteur la richesse vernaculaire des communautés immigrées de Londres ».

### Also by Mail  (Par Courrier Aussi)
L'intrigue de la pièce Also by Mail, parue en 2013, est centrée sur une famille nigériane divisée, en particulier sur les frères et sœurs germano-nigérians Wale et Funke, qui se retrouvent pour pleurer la mort de leur père. Alors que les adultes de la famille deviennent obsédés par le testament du père, les jeunes peinent à faire entendre leur voix. Cette histoire traite de thèmes tels que le racisme, les différences culturelles et générationnelles, la perte et la cupidité.
L'écrivaine afro-allemande Marion Kraft, autrice de The African Continuum and Contemporary African American Women Writers, qualifie cette pièce de « pionnière » , « puissante », « divertissante et inspirante. »
L'auteur et musicien zimbabwéen Brian Chikwava (en), auteur de Harare North (en), décrit quant à lui Also by Mail comme « un conte afro-européen contemporain, élégant et captivant, qui, comme le jazz, est également enraciné dans les éléments folkloriques qui animent les gens.»

### When We Speak of Nothing (Quand On Parle de Rien)
Le premier roman d'Olúmìdé Pópóọlá, au départ son projet de thèse, est paru en Grande-Bretagne et au Nigeria en 2017, puis aux États-Unis en 2018. Une traduction en suédois est actuellement en cours chez l'éditeur Rebel with a Cause. Ce roman s'appuie essentiellement sur l'expérience de l'autrice en tant que participante d'un programmes pour les jeunes dans un centre communautaire de Londres. En tant que féministe, elle souhaitait se confronter aux relations entre les jeunes hommes noirs, empreintes selon elle d'une certaine tendresse, malgré la mauvaise réputation dont ils souffrent à Londres.
Le roman raconte l'histoire de deux jeunes garçons noirs de Londres dont l'amitié est mise à l'épreuve en raison de plusieurs enjeux, notamment l'identité sexuelle et queer, le racisme, l'intimidation et un climat politique instable. L'intrigue établit un parallèle entre les émeutes de 2011 en Angleterre et la pollution pétrolière dans le Delta du Niger, où l'autrice s'est elle-même rendu pour y faire des recherches. Le magazine littéraire en ligne Brittle Paper  note dans cette histoire mêlant le procédé du courant de conscience avec des argots urbains un « langage vif, aéré et jeune »  qui « donne au lecteur le sentiment d'avoir rencontré quelque chose de vraiment nouveau. » Mais ce qui captive véritablement le lecteur, ce sont les vies de ces deux adolescents à la dérive contre les courants de l'histoire qui menacent de les dominer et de les réduire au silence. L'écrivaine nigériane Ainehi Edoro, fondatrice du magazine Brittle, voit dans ce roman « une ode à la vie queer noire ».
La romancière britannique d'origine nigériane Diana Evans décrit quant à elle When We Speak of Nothing comme une « étude satisfaisante et perspicace de l'émergence de la personne dans son entièreté contre les chances offertes par une société étouffante.»

## Récompenses
En 2004, Pópóọlá a remporté le prix May Ayim, le premier prix international consacré à la littérature écrite par des personnes noires en Allemagne, dans la catégorie « poésie ».